# Edat de vot

Edat de vot per país.
16 anys
17 anys
18 anys
19 anys
20 anys
21 anys

L'edat de vot és l'edat mínima requerida legalment per a poder exercir el dret al vot en un determinat procés electoral. La majoria de països han adoptat com a edat de vot els 18 anys, per bé que existeixen edats mínimes des dels 16 fins als 21 anys. Existeixen moviments que promouen la reducció de l'edat de vot per sota dels 18 anys, debat que s'ha implantat en diversos països.

## A Espanya
A Espanya l'edat de vot està regulada per la Llei Orgànica 5/1985, de 19 de juny, del Règim Electoral General, l'article segon de la qual estableix que «el dret de sufragi correspon als espanyols majors d'edat» excepte en els supòsits de l'article tercer de la mateixa llei.

### Història
Durant el segle xix i fins a la Segona República l'edat de vot fluctuava entre els 25 i els 21 anys. Tanmateix, el sufragi no sempre fou universal, i sempre limitat als homes. La Llei electoral del 8 d'agost de 1907 va establir el sufragi obligatori, obligació mai aplicada de la que quedaven exents els majors de 70 anys.
Amb la Segona República l'edat de vot va quedar fixada als 23 anys. La Constitució de la República (9 de desembre de 1931) establí per primera vegada el sufragi per a les dones, exercit per primera vegada a les eleccions generals de 1933.
A les primeres eleccions lliures després de la dictadura de Franco, l'edat de vot fou la majoria d'edat, fixada llavors en 21 anys. Finalment, la Constitució de 1978 establí en 18 anys la majoria d'edat (ja rebaixada poc abans pel Drecret-llei 33/1978) i amb ella l'edat de votar, situació que es manté actualment.

### Propostes de modificació
Diverses formacions polítiques han proposat amb el temps ampliar el dret de sufragi als ciutadans de 16 i 17 anys. Així, l'any 2016 el Congrés dels Diputats va votar una proposta d'Esquerra Republicana de Catalunya que rebaixava l'edat de vot. El text rebé el suport de Podem, PSOE i PDeCAT, però no va tenir èxit. El 2020 el Senat va rebutjar una proposició de llei, també d'ERC, que pretenia modificar la LOREG per tal de rebaixar a 16 anys l'edat de votar. Aquesta proposta va rebre només el suport d'EH Bildu, JxCat i el grup d'Esquerra Confederal, amb el PSOE votant-hi en contra.